# Tyler Bindon
Tyler Grant Bindon (* 27. Januar 2005 in Auckland) ist ein neuseeländisch-US-amerikanischer Fußballspieler.

## Karriere

### Verein
Nachdem er in seinen jungen Jahren in der Jugend der East Coast Bays aktiv war, wechselte er, von der Academy des Los Angeles FC kommend, im August zum FC Reading in die englische League One. Sein Debüt hier gab er am 15. August 2023 bei einem 1:0-Sieg über Cheltenham Town, wo er auch gleich in der Startelf stand. Über den weiteren Verlauf der Saison behielt er diesen Stammplatz inne.

### Nationalmannschaft
Für die US-amerikanische U19 kam er im März 2023 einmal zum Einsatz.
Sein Debüt für die neuseeländische A-Nationalmannschaft bestritt er am 13. Oktober 2023 bei einem 1:1-Freundschaftsspiel gegen die DR Kongo, als er zur 86. Minute für Michael Boxall eingewechselt wurde. Nach einer Reihe von weiteren Freundschaftsspieleinsätzen über den Verlauf der nächsten Monate wurde er für den Kader bei der Ozeanienmeisterschaft 2024 nominiert. Dort kam er in allen Partien seiner Mannschaft zum Einsatz, so auch beim 3:0-Finalsieg über Vanuatu. Später wurde er für den Olympiakader zu den Spielen 2024 in Paris nominiert und stand bei allen drei Gruppenspielen immer in der Startelf und durfte hier auch durchspielen.

## Privates
Seine Mutter ist die ehemalige neuseeländische Fußballnationaltorhüterin Jenny Bindon, welche 60 Mal für die Nationalmannschaft auflief.